# 玉井三
玉井三 (波江座β) 是波江座的第二亮星，位於這個星座東北方的邊界，靠近獵戶座之處。它的固有名稱是Cursa，視星等2.796，所以用肉眼就可以直接看見。視差測量出這顆恆星與地球的距離大約是89光年（27秒差距） 。

## 性質
玉井三 (波江座β)的光譜類型是A3 III ，其中的III指出在光度分類中是已經耗盡核心的氫，離開主序帶的巨星。 外層的有效溫度大約是8,104K，因此是顆白色色調的A型恆星。這顆投影自轉速度高達196 km s–1，相較於太陽赤道的2 km s–1，是非常的快速。這顆恆星的視星等在2.72-2.80 據報尤其於1985年曾有強勁爆發。
這顆星的位置和移動軌跡顯示它是大熊座星群的成員，一個恆星的集團，它們在空間中有著共同的來源和移動方向。但是，它在光度測量上的屬性顯示他可能只是個闖入者。玉井三有一顆視星等10.90等的光學伴星，角距離為120弧秒，方位角 148°，在CCDMJ目錄上的編號為 CCDM J05079-0506B.。

## 語源
Cursa衍生於Al Kursiyy al Jauzah，意思是"中央的椅子 (或"腳凳") "。這個名稱之下的恆星組合還包括玉井一、玉井二和玉井四。
在中國，這顆恆星稱為玉井三，也就是星官玉井的第三顆星。這個小星群還包括玉井一 (波江座λ)、玉井四 (獵戶座τ)和玉井二 (波江座ψ)。當然，玉井三 (波江座β)也包含在內。
依據恆星目錄的技術備忘錄33-507 – 一份包含537顆恆星的精簡目錄，Al Kursiyy al Jauzah含有三顆的標題：波江座β是Cursa，波江座ψ是Al Kursiyy al Jauzah I，波江座λ是Al Kursiyy al Jauzah II (排除了獵戶座τ)。